# 杨小楼
杨小楼（1878年—1938年2月16日），名三元，谱名嘉训，原籍安徽怀宁，出生于北京，为京剧武生一代宗师。其父杨月楼、义父谭鑫培皆为清末名伶。
杨小楼出生于光绪四年（1878年），幼年进入杨隆寿主办的小荣椿科班，师从杨隆寿、杨万清、姚增禄、范福泰等习武生。其父杨月楼光绪十六年（1890年）去世前为让杨小楼能继承父业，将其托付给盟兄弟杨隆寿、谭鑫培载培。谭鑫培便收杨小楼为义子，并随谭氏家族排行而取谱名“嘉训”。他于17岁时出科，24岁时搭北京宝胜和班，人称小杨猴子（其父杨月楼有“杨猴子”之称）。他曾在天津演出《艳阳楼》等剧而轰动剧坛。回京后进入谭鑫培的同庆班，师法谭鑫培、俞菊笙、王楞仙等。光绪三十二年（1906年），被选为内廷升平署外学民籍学生。
中华民国成立后，杨小楼于1912年首次前往上海演出，连演四十天。1913年回京后组建喜庆和班。后来他经常在北京、天津、上海、汉口等地演出，与梅兰芳、余叔岩并称“三大贤”，成为了京剧界的代表人物，被誉为“武生宗师”。1938年病逝，终年60岁。
杨小楼的夫人为“奎派”传人周春奎的侄女。他育有一女，女婿刘砚芳、外孙刘宗杨亦从艺梨园。此外，“杨派”传人还有孙毓堃、杨盛春、茹富兰、周瑞安、李万春、高盛麟、李少春、王金璐等。